# Hello World (bài hát)
"Hello World" là bài hát của ban nhạc Lady Antebellum. Bài hát do Tom Douglas, Tony Lane và David Lee sáng tác, được phát hành làm đĩa đơn thứ tư từ album phòng thu của họ Need You Now. Bài hát được lên lịch phát hành trên các sóng phát thanh ngày 4 tháng 10 năm 2010, nhưng xuất hiện trên Billboard Hot Country Songs 1 tuần trước đó ở vị trí 53. "Hello World" đã được Lady Antebellum biểu diễn tại CMA Awards.

## Video âm nhạc
Lần ra mắt đầu tiên của video âm nhạc "Hello World" là trên Music Lounge của kênh ABC ngày 28 tháng 10 năm 2010. Video do Roman White đạo diễn, được quay tại Nashville đầu tháng 10 năm 2010.

## Thành tích xếp hạng
"Hello World" xuất hiện trên Billboard Hot Country Songs của Mỹ tại vị trí 53 trên ngày 9 tháng 10 năm 2010. Ngày 27 tháng 11, ca khúc xuất hiện trên Billboard Hot 100 ở vị trí 70. Ca khúc sau đó leo lên vị trí số 6 trên Hot Country Songs, trở thành đĩa đơn thứ hai của Lady Antebellum sau "Lookin' for a Good Time" (2008) không lọt được vào top 5 trên bảng xếp hạng này.
| Bảng xếp hạng (2010-2011)            | Vị trí cao nhất |
| ------------------------------------ | --------------- |
| Canada (Canadian Hot 100)            | 70              |
| Hoa Kỳ Billboard Hot 100             | 58              |
| Hoa Kỳ Hot Country Songs (Billboard) | 6               |